# Świerzawa
Świerzawa [ɕfjɛ’ʐava], äldre polska: Szunów, tyska: Schönau an der Katzbach, är en stad i sydvästra Polen, belägen i distriktet Powiat złotoryjski i Nedre Schlesiens vojvodskap i sydvästra Polen, 12 kilometer söder om distriktets huvudort Złotoryja. Tätorten hade 2 351 invånare i juni 2014 och är centralort i en stads- och landskommun med totalt 7 749 invånare.

## Historia
Ortnamnet Sonowe omnämns första gången i ett dokument från år 1268, men detta syftar på byn Stara Kraśnica (Alt Schönau) i närheten av staden. Staden tros ha grundats på den nuvarande platsen under slutet av 1200-talet och omnämns som stad första gången 1321. Staden drabbades av en större brand 1608 och hade en blygsam ekonomisk utveckling i jämförelse med de större grannarna Goldberg och Hirschberg. Invånarna levde huvudsakligen av jordbruk och hantverk.
Staden tillföll Preussen genom Österrikiska tronföljdskriget 1742. Mellan 1818 och 1932 var staden huvudort i Landkreis Schönau, som därefter uppgick i Landkreis Goldberg.
Genom Potsdamöverenskommelsen 1945 tillföll orten Polen efter andra världskriget och den tyska befolkningen fördrevs västerut. Staden kallades 1945–1948 Szonów och döptes därefter 1948 om till Świerzawa. 1973 drogs stadsrättigheterna in på grund av det låga invånarantalet, men sedan 1984 har staden åter administrativ stadsstatus.

## Kända invånare
- Elisabeth Volkenrath (1919–1945), chefsövervakare i koncentrationslägret Auschwitz.